# Andrés Avelino Aramburú (político argentino)
Andrés Avelino Aramburú (Córdoba, 1771 - Villa Nueva, 18 de mayo de 1854) fue un político argentino del siglo XIX, gobernador provisorio de la provincia de Córdoba en 1835.

## Biografía
Nació en 1771 en la ciudad de Córdoba, en ese entonces parte de la Gobernación del Tucumán, hijo de Bonifacio José Aramburú Ruiz de Ocaña y de Claudia Felicia Antonia de Olivera Fernández de Valdivieso.
En 1805 era apoderado del Cura Rector de Salta Vicente Anastasio Isasmendi, quien pedía se le restituyera al vicariato del que fuera removido.
En 1808 integraba ya el Cabildo de Córdoba: fue uno de los responsables de preparar el sitio donde el 4 de noviembre se realizaría la jura de Fernando VII, tras la abdicación de Carlos IV.
En febrero de 1809 fue uno de los principales contribuyentes para las obras de la nueva Iglesia de la Merced, en Córdoba.
Adhirió a la Revolución de Mayo y en septiembre de 1810 donó 50 pesos para la consolidación del movimiento y suscribió un empréstito para el Ejército Auxiliar por 350 pesos.
Ese mismo año adquirió importantes propiedades en La Calera.
En las elecciones realizadas el 12 de marzo de 1811 para constituir la Junta de Córdoba, de cuatro miembros y subordinada a la Junta Grande, fueron elegidos el coronel José Javier Díaz, el licenciado José Antonio Cabrera y el doctor José Norberto de Allende. El cuarto lugar resultó disputado entre Aramburú y Narciso Moyano, quienes recibieron igual cantidad de votos. Ante el empate y de acuerdo al artículo 23 del Reglamento electoral, la decisión fue derivada a la Junta la cual optó por Moyano.
En los primeros años de la revolución, en los que aún se sostenía la que sería llamada la «máscara de Fernando», se mantuvieron algunos de los símbolos de los tiempos coloniales, entre ellos el paseo del Real Estandarte en las festividades en honor del santo patrono San Jerónimo. El 17 de mayo de 1812 tocaría a Aramburú en su carácter de alférez rendir homenaje al estandarte, llevándoselo a su casa.
En 1814 el gobernador Francisco Ortiz de Ocampo solicitó al cabildo un informe sobre todos aquellos empleados que tuvieran ideas contrarias al gobierno y merecieran ser separados de sus empleos. Aramburú, quien era alcalde de 1° voto del ayuntamiento, sin ser acompañado por los restantes miembros del cabildo denunció al obispo Rodrigo de Orellana por ser «notado en público por lo desafecto al sistema de nuestra libertad, porque no ha predicado una sola vez a favor de la causa de América como lo hacía a favor del gobierno de la Península antes de nuestra revolución». Lo acusaba a él y a su familia también de haber «manifestado decidida protección a los europeos y sospechosos contra nuestro sistema».
El 21 de junio de 1829 la ciudad de Córdoba fue tomada por las tropas de Facundo Quiroga y depuesto y detenido el gobernador delegado Juan Pedro González. Esa noche fueron saqueadas las casas de González y de Aramburú, entre otros.
En 1830 se convirtió en el tercer marido de Juana Pabla del Signo Echenique, considerada una de las Patricias Argentinas.

### Gobernador provisorio
Tras el asesinato del gobernador riojano Facundo Quiroga en Barranca Yaco y la consiguiente caída de uno de sus promotores, el gobernador de la provincia de Córdoba José Vicente Reynafé, se hizo cargo de la provincia en carácter provisorio Pedro Nolasco Rodríguez.
El gobernador de Buenos Aires, Juan Manuel de Rosas, con el aval del de Santa Fe Estanislao López, exigió a la legislatura cordobesa que designara nuevo gobernador al comandante de Pampayasta coronel Manuel López (alias Quebracho). Rodríguez y los representantes, liderados por el doctor Santiago Derqui, aprobaron entonces una minuta «difiriendo la elección de gobernador al voto de las provincias» pero el objetivo, lograr apoyo en las provincias del interior frente a la presión de Buenos Aires y del litoral, se vio frustrado.
El 27 de octubre de 1835 Rodríguez presentó la renuncia y la asamblea cordobesa eligió por ocho votos a Mariano Lozano como nuevo gobernador de la provincia, mientras la candidatura de López obtenía 5 sufragios.
Lozano, quien continuaba viviendo en Buenos Aires y era ajeno a la jugada, era federal moderado y amigo personal de Rosas, por lo que Derqui tenía esperanzas de dividir al gobernador bonaerense y a su aliado santafecino.
Pero Rosas juzgaba que Lozano no era apto «para perseguir y escarmentar a los unitarios con toda la energía y firmeza que es necesario hacerlo hoy en dia en la provincia de Córdoba» y descartó lo que calificó de un «último recurso de su desesperación». Lozano renunció indeclinablemente a la candidatura y Rosas insistió a la legislatura con la elección de Manuel López. Aprovechando la situación y considerando gozar de la buena voluntad de Rosas, Sixto Casanovas se apoderó del gobierno con la excusa de «garantizar a los federales» el control de la provincia. El 8 de noviembre la Legislatura declaró nula la acción de Casanovas y dispuso que Andrés Avelino Aramburú, quien presidía entonces la asamblea, asumiera la gobernación en carácter provisorio.
Por su parte, Manuel López, quien se hallaba con sus milicianos en Río Tercero, inició su avance sobre la capital. El 16 de noviembre Aramburú dejó el mando a su ministro Calixto María González. Al siguiente día López entró en Córdoba y se autonombró «gobernador provisorio con toda la suma del poder público», siendo confirmado por la Legislatura el 22 del mismo mes como gobernador provisorio, y el 30 de marzo de 1836 como gobernador propietario.